# NGC 1722
NGC 1722 је расејано звездано јато у сазвежђу Златна риба које се налази на NGC листи објеката дубоког неба.
Деклинација објекта је - 69° 23' 56" а ректасцензија 4h 51m 50,7s. Привидна величина (магнитуда) објекта NGC 1722 износи 13,2 а фотографска магнитуда 13,2. NGC 1722 је још познат и под ознакама ESO 56-SC12.